# ウィリアン・サリバ
ウィリアム・アラン・アンドレ・ガブリエル・サリバ（William Alain André Gabriel Saliba, 2001年3月24日 - ）は、フランス・ボンディ出身のサッカー選手。アーセナルFC所属。フランス代表。ポジションはDF。

## クラブ経歴
6歳のときにキャリアをスタートさせ、キリアン・エムバペの父親から指導を受けた。2016年からASサンテティエンヌのユースチームに所属し、2018年にトップチーム昇格した。
2019年7月25日、アーセナルFCはサリバを獲得したことを発表した。2019-20シーズンはそのままASサンテティエンヌにローン移籍することも発表された。2020-21シーズン前半はELの選手登録リストから漏れ、プレミアリーグやリーグ杯は全てベンチ外であったためトップチームで出場機会が無かった。サリバはミケル・アルテタの起用法に不満を持ち、そのため、2021年1月4日にシーズン後半からOGCニースにシーズン終了までローン移籍することが発表された。
2021年7月15日、オリンピック・マルセイユにローン移籍することが発表された。21-22シーズンのリーグ・アン年間最優秀若手選手賞を受賞した。
2022年8月5日、22-23シーズンはアーセナルに復帰。プレミアリーグ開幕戦となるクリスタル・パレスFC戦で先発フル出場しアーセナル加入から4季目にしてついにプレミアリーグデビューを果たした。同年8月20日、プレミアリーグのボーンマス戦でチームの3点目となるアーセナルでの初ゴールを決めた。
2023年7月7日、アーセナルと契約延長及び背番号を2番に変更することが公式発表された。同年8月29日、22-23シーズンPFA年間ベストイレブンにチームメイトのアーロン・ラムズデール、マルティン・ウーデゴール、ブカヨ・サカと共に選出された。
23-24シーズンは、リーグ戦全38試合において全試合フル出場という偉業を達成しチームの最少失点(29失点)に大きく貢献した。リーグ戦全試合フル出場は、アーセナル選手としては89-90シーズンのリー・ディクソン以来でプレミアリーグ移行後では初である。2024年8月20日、23-34シーズンのPFA年間ベストイレブンに2シーズン連続で選出された。チームメイトのウーデゴール、ライス、ガブリエウ、ラヤもともに選出されており無敗優勝時代に次ぐ多さでアーセナルから5人の選出となった。

## 代表経歴
フランス代表として各年代でプレーしている。2022年3月の代表戦でフランス代表に初招集された。同年3月25日、親善試合コートジボワール代表戦で58分から途中出場しフランス代表デビューを果たした。
2022年11月9日、2022 FIFAワールドカップのフランス代表メンバーに選出された。同大会ではチームが決勝まで進出し惜しくも準優勝に終わったが、サリバは勝ち抜けが決まりターンオーバーしたグループステージ第3戦チュニジア代表戦で途中出場での27分だけの出場に留まった。
2024年5月16日、EURO2024に向けた代表メンバーに招集された。同大会では、チームが準決勝で優勝国スペインに敗退するまでの全6試合すべてで先発フル出場し安定したパフォーマンスでチームのベスト4入りに貢献した。これによりUEFAが選出したEURO2024ベストイレブンに選出された。

## 人物
フランスのイル＝ド＝フランス地域圏セーヌ＝サン＝ドニ県ボビニー郡ボンディで生まれた。父親はレバノン系フランス人であり、母親はカメルーン人である。

## 個人成績

### クラブ
2023-24シーズン終了時点
| クラブ                  | シーズン     | リーグ戦       | リーグ戦 | リーグ戦 | 国内カップ | 国内カップ | リーグカップ | リーグカップ | 国際大会 | 国際大会 | その他 | その他 | 合計 | 合計 |
| クラブ                  | シーズン     | ディヴィジョン | 出場     | 得点     | 出場       | 得点       | 出場         | 得点         | 出場     | 得点     | 出場   | 得点   | 出場 | 得点 |
| ----------------------- | ------------ | -------------- | -------- | -------- | ---------- | ---------- | ------------ | ------------ | -------- | -------- | ------ | ------ | ---- | ---- |
| サンテティエンヌ        | 2018-19      | リーグ・アン   | 16       | 0        | 2          | 0          | 1            | 0            | -        | -        | -      | -      | 0    | 0    |
| アーセナル              | 2019-20      | プレミアリーグ | 0        | 0        | 0          | 0          | 0            | 0            | 0        | 0        | -      | -      | 0    | 0    |
| アーセナル              | 2020-21      | プレミアリーグ | 0        | 0        | 0          | 0          | 0            | 0            | 0        | 0        | 0      | 0      | 0    | 0    |
| アーセナル              | 2022-23      | プレミアリーグ | 27       | 2        | 1          | 0          | 1            | 0            | 4        | 1        | -      | -      | 33   | 3    |
| アーセナル              | 2023-24      | プレミアリーグ | 38       | 2        | 1          | 0          | 0            | 0            | 10       | 0        | 1      | 0      | 50   | 2    |
| アーセナル              | クラブ通算   | クラブ通算     | 65       | 4        | 1          | 0          | 1            | 0            | 14       | 1        | 1      | 0      | 83   | 5    |
| サンテティエンヌ (loan) | 2019-20      | リーグ・アン   | 12       | 0        | 3          | 0          | 0            | 0            | 2        | 0        | -      | -      | 17   | 0    |
| ニース (loan)           | 2020-21      | リーグ・アン   | 20       | 1        | 2          | 0          | -            | -            | -        | -        | -      | -      | 22   | 1    |
| マルセイユ (loan)       | 2021-22      | リーグ・アン   | 36       | 0        | 3          | 0          | -            | -            | 13       | 0        | -      | -      | 52   | 0    |
| キャリア通算            | キャリア通算 | キャリア通算   | 149      | 5        | 12         | 0          | 2            | 0            | 29       | 1        | 1      | 0      | 193  | 6    |

## 代表歴

### 出場大会
- フランス代表

2022年 - FIFAワールドカップ (準優勝)

### 試合数
- 国際Aマッチ 12試合 0得点（2022年 - ）[23]

| フランス代表 | 国際Aマッチ | 国際Aマッチ |
| 年           | 出場        | 得点        |
| ------------ | ----------- | ----------- |
| 2022         | 8           | 0           |
| 2023         | 4           | 0           |
| 2024         |             |             |
| 通算         | 12          | 0           |

## タイトル

### クラブ
アーセナル
- FAコミュニティ・シールド：2回（2020, 2023）

### 個人
- リーグ・アン年間最優秀若手選手賞 : 1回 (2022)
- リーグ・アン年間最優秀チーム : 1回 (2022)
- PFA年間ベストイレブン: 2回 (2022-23、23-24)
- EUROベストイレブン: 1回 (2024)